# Kerri Colby
Elyse Alessandra Anderson, (Dallas, Texas; 30 de juliol de 1996) més coneguda pel seu nom artístic Kerri Colby, és una artista drag estatunidenca més coneguda per competir i quedar en novè lloc en la catorzena temporada de RuPaul's Drag Race. És la filla drag de la coneguda artista drag Sasha Colby.

## Primers anys
Anderson va néixer a Dallas, Texas i es va criar en una llar pentecostal. Ha declarat que mai ha encaixat en aquestes creences i que, després de veure la cinquena temporada de RuPaul's Drag Race, va conèixer el drag. Va marxar de casa als 15 anys i ha declarat que el motiu de la seva marxa va ser per l'ambient tòxic que la seva família li va crear.
Un dia, quan Kerri estava descansant en una estació de tren, un desconegut la va reconèixer per les seves publicacions tant en Instagram com a Internet i es va oferir a ajudar-la. Kerri els va dir que tret que l'ajudessin amb la seva falta de llar, no podrien ajudar-la. Aquesta persona va acollir llavors a Kerri fins que va complir els divuit anys. Kerri ha declarat en una entrevista: "[La meva amiga va ser] completament el meu àngel... No ho hauria aconseguit".

## Carrera
Va competir en la catorzena temporada de RuPaul's Drag Race. En l'episodi 4, va caure entre els dos últims llocs i va realitzar el lip sync contra Alyssa Hunter amb la cançó de Jennifer Lopez, "Play". En l'episodi 8, va tornar a caure entre els dos últims llocs contra Jasmine Kennedie, i va perdre el lip-sync amb la cançó "Un-Break My Heart" de Toni Braxton.
Va actuar durant l'actuació de Jennifer Lopez en els iHeartRadio Music Awards 2022. Al maig, es va anunciar la seva nominació en els WOWIE Awards 2022 en el marc de la RuPaul's DragCon a Los Angeles en la categoria Best Viral Moment (The America’s Next Top Meme Award), compartida amb les drag queens Daya Betty i Kornbread "The Snack" Jeté.

## Vida personal
Kerri Colby és una dona trans i és coneguda per haver guiat a la seva companya de Drag Race, Kornbread Jeté, en la seva transició. També ha ajudat a inspirar a Jasmine Kennedie a sortir de l'armari com a dona trans en un episodi d'Untucked en la temporada 14 de RuPaul's Drag Race. Bosco també ha citat a Kerri Colby com una font de "claredat" en la seva transició, que va anunciar després que acabés el rodatge de la temporada 14.